# Club Atlético Vélez Sarsfield (voleibol)
O Club Atlético Vélez Sarsfield,  é um clube poliesportivo argentino da cidade de Buenos Aires com destaque também para o voleibol masculino e feminino, este último naipe que atualmente disputa a elite nacional e semifinalista no Campeonato Sul-Americano de Clubes de 2013 no Peru.

## Histórico
o departamento de voleibol inciou-se desde o ano de 1956, disputando o terceiro nível de ascenso nacional.No ano de 1988, ocorreu a inauguração do Estadio Ana Petracca para a prática exclusiva do voleibol e na estreia enfrentou o Racing Club, conquistando o título da Copa Metropolitana no primeiro ano de filiação, obtendo na edição do Campeonato Metropolitano dez vitórias em dezoito jogos disputados.
Foi um dos clubes da Liga Argentina de Voleibol com onze participações no masculino, na jornada esportiva 2004-05 terminou na sétima posição na fase regular e avançar as semifinais da competição, perdendo para o campeão da edição o Swiss Medical Monteros perdendo de virada por 3 sets a 2, na edição da temporada de 2006-07 terminou na décima segunda posição sendo rebaixado para a segunda divisão
, o clube decidiu investir a nível metropolitano, conquistando cinco títulos nos anos de 1994, 2002, 2004, 2006 e 2013.Disputou o Torneio Quadrangular de Permanência na Liga A2 de 2019, após ter ficado ausente na temporada passada e conquistou o título da Liga B1 
A representação do club no naipe feminino obteve melhores êxitos a partir do terceiro lugar obtido no Campeonato Metropolitano de 2008, em 2009 foi eliminado nas quartas de final, terminando na quarta posição em 2010 e novamente o terceiro posto em 2011, qualificando assim pela primeira vez a Liga Argentina de Voleibol de 2012-13, e nesta edição conquistou o primeiro título da história e disputou o Campeonato Sul-Americano de Clubes de 2013 sediado em Lima conquistando o quarto lugar.Ainda em 2013 foi vice-campeão metropolitano e ainda obteve nesta competição o terceiro lugar nos anos de 2014 e 2015.
O time feminino ainda foi vice-campeão da Liga Argentina de 2013-14, só voltando a disputar na edição de 2015-16 com o quarto lugare o vice-campeonato na edição de 2017  ,na edição de 2018 foi eliminado na segunda fase.

## Voleibol feminino
Campeonato Sul-Americano de Clubes:
- Quarto posto:2013

 1 Campeonato Argentino A1
- Campeão:2012-13
- Finalista:2013-14 e 2017
- Terceiro posto:2015-16

 0 Liga Metropolitana
- Vice-campeão:2013
- Terceiro posto:2008,2011,2012,2014 e 2015
- Quarto posto:2010

## Voleibol masculino
0 Campeonato Argentino A1
- Quarto posto:2004-05

 5 Liga Metropolitana
- Campeão:1994, 2002, 2004, 2006 e 2013